# Гвинтовий компресор

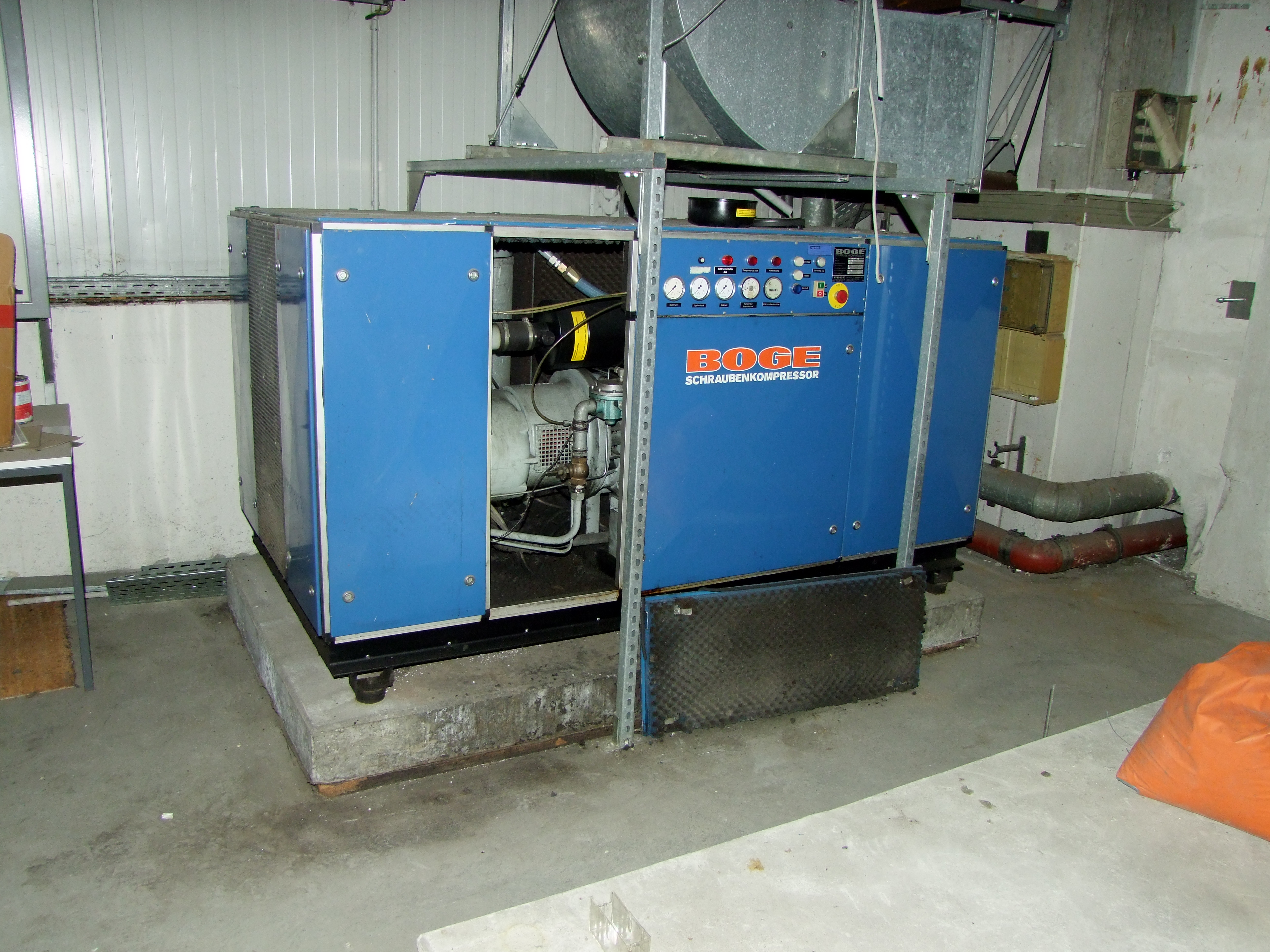
Компресорна станція на базі гвинтового компресора з електроприводом

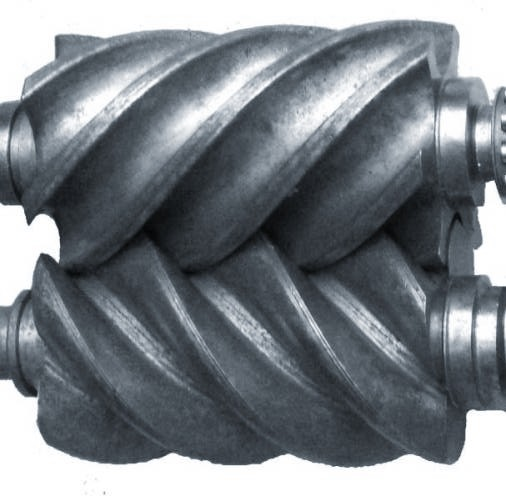
Ротори компресора

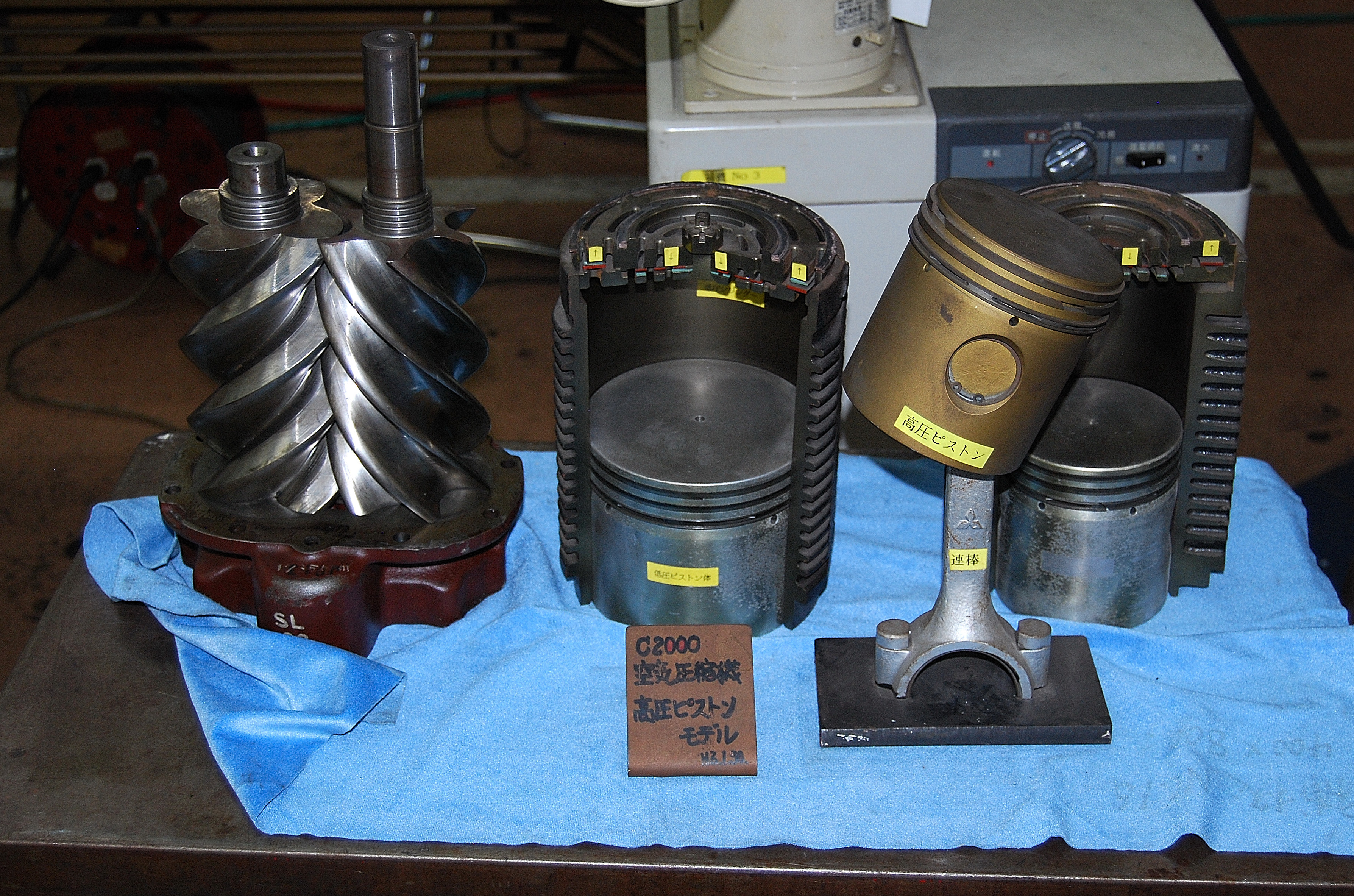
Головні деталі гвинтового (ліворуч) і поршневого (по центру та праворуч) компресорів

Гвинтови́й (ро́торний) компре́сор (нагніта́ч) — роторний компресор, що має гвинтоподібні ротори зі спряженими і різноспрямованими зубцями. Належить до різновиду двошнекових машин із зачепленням шнеків.

## Історія
Не зважаючи на те, що патенти на конструкції гвинтових компресорів з'явились ще у другій половині XIX століття, на той час не було можливим виготовити ротори гвинтової пари з необхідною точністю. Перша працездатна конструкція двошнекового компресора, також відомого як нагнітач (або компресор) Лисхолма, за іменем його винахідника Ельфа Лисхолма (англ. Alf Lysholm) була створена тільки на початку 30-х років XX ст.

## Будова
Компресор сухого стискування (без подавання масла у робочу порожнину) має два гвинтових ротори. Ведучий ротор з опуклою нарізкою сполучений безпосередньо через зубчасту передачу з двигуном приводу. На веденому роторі виконана нарізка з увігнутими впадинами. Ротори розташовані у розбірному корпусі, що має одну або декілька площин рознімання. У корпусі виконані камери засмоктування і нагнітання, а також, розточування під гвинти, підшипники та ущільнювачі.
Великі частоти обертання гвинтових компресорів визначають використання в них радіальних і упорних підшипників ковзання.
Між підшипниковими камерами і гвинтовою частиною роторів, у яких стискається газ, розташовані вузли герметизації, що складаються з набору графітових і бабітових кілець. У камери між групами кілець подається запірний газ, що перешкоджає попаданню масла з підшипникових вузлів у газ, що стискається, а також газу у підшипникові камери.
Доторкання гвинтів роторів при відсутності мащення недопустиме, тому між ними залишають мінімальний зазор, що забезпечує безпечну роботу компресора, а синхронізація частоти обертання ведучого і веденого роторів забезпечується зовнішніми синхронізувальними шестернями.
Маслозаповнені компресори допускають менші швидкості обертання, ніж компресори «сухого стиснення». Масло в робочу порожнину гвинтового компресора подається з метою зменшення перетікань через внутрішні зазори, змащення гвинтового зачеплення роторів і охолодження стисненого газу.

## Принцип роботи
Гвинтові поверхні роторів і стінок корпусу утворюють робочі камери. При обертанні роторів об'єм камер збільшується, коли виступи роторів віддаляються від западин і відбувається процес всмоктування. Коли об'єм камер досягає максимуму, процес всмоктування закінчується і камери виявляються ізольованими стінками корпусу та кришками від всмоктувального і нагнітального патрубків.
При подальшому обертанні в западину веденого ротора починає вводитися спряжений виступ ведучого ротора. Введення розпочинається біля переднього торця і поступово поширюється до нагнітального вікна. З деякого моменту часу обидві гвинтові поверхні об'єднуються в загальну порожнину, об'єм якої безперервно зменшується завдяки поступальному переміщенню лінії контакту сполучених елементів у напрямку до нагнітального вікна. Подальше обертання роторів призводить до витіснення газу з порожнини в нагнітальний патрубок. Через те, що частота обертання роторів значна і одночасно існує кілька камер, компресор створює рівномірний потік газу.

## Параметри
Використовуються для подавання (нагнітання) газів. Основні параметри: робочий тиск при «сухому стискуванні» до 1,5 МПа (до 2,0 МПа у маслозаповнених), з продуктивністю до 60 м³/хв (до 45 м³/хв у маслозаповнених)

## Переваги
Надійність у роботі, мала металомісткість і габаритні розміри зумовили їх широке використання. Крім того, використання гвинтових компресорів дозволяє економити електроенергію до 30 %. Гвинтові компресори успішно конкурують з іншими типами об'ємних компресорних машин, практично повністю витіснивши їх у пересувних компресорних станціях, суднових холодильних установках.
Відсутність клапанів і незрівноважених механічних сил забезпечують гвинтовим компресорам високі робочі частоти обертання, тобто дозволяють отримувати більшу продуктивність при порівняно невеликих зовнішніх габаритах.